# All Cheerleaders Die (film 2013)
All Cheerleaders Die è un film del 2013 diretto da Lucky McKee e Chris Sivertson. 
Film horror statunitense, remake di un film del 2001 con il medesimo titolo. Il 5 settembre 2013 è stato presentato al Festival Internazionale di Toronto.

## Trama
L'arrogante e altezzosa cheerleader Alexis Andersen, mira a diventare la più popolare della scuola fidanzandosi con Terry, il capitano di football e prendendo il massimo dei voti agli esami seducendo i professori. Maddy Killian, un'outsider amica della futura regina della scuola, ne registra ogni movimento attraverso una videocamera per documentarne gli allenamenti. Un giorno Alexis effettua un salto troppo alto e a causa di una presa mancata muore con il collo spezzato.
Tre mesi dopo: Il capitano della squadra di football Terry Stankus sembra già essersi rifatto una nuova vita insieme alla nuova fidanzata Tracy Bingham, capogruppo delle cheerleader insieme alle sue due amiche, Hanna e Martha Popkin. È tempo tuttavia di scegliere chi rimpiazzerà il posto di Alexis tra le cheerleader. La selezione, gestita dall'arrogante e irascibile Tracy, viene vinta proprio da Maddy. La ragazza, non si dà pace per quello che è successo all'amica e crede che la sua morte non sia stato un incidente ma sia stato causato dalle altre cheerleader.
L'iperprotettiva ex fidanzata di Maddy, Leena Miller, si crede una strega a tutti gli effetti e cerca di riconquistarla, ma Maddy non vuole sentire ragioni e l'abbandona in malo modo per recarsi a una festa insieme a Tracy. Al party, per vendicarsi di Terry e di Tracy e instillare la tarma della gelosia,  Maddy mente alla nuova amica e rivela di aver visto tempo addietro il ragazzo insieme ad un'altra. Offesa per il tradimento, Tracy dapprima si dispera poi, rivelando la sua bisessualità, bacia Maddy.
La sera successiva, ad un'altra festa, Hanna, dopo aver provato vanamente ad avvicinare Manchester 'Manny' Mankiewitz, scopre Leena intenta a praticare magia nera per proteggere Maddy. La ragazza le dice di esprimere un desiderio, che però avrà certamente delle conseguenze. Hanna, desidera di avere una relazione con Manny nonostante lui sia innamorato di sua sorella Martha. Nel corso della serata, Leena si imbatte in Maddy e Tracy che hanno un rapporto sessuale di nascosto e disperata si allontana piangendo. Alla festa, arriva anche Terry. Il leader della squadra di football ordina a tutti i suoi compagni di non fraternizzare più con le cheerleader. Tracy, indignata, inizia ad offenderlo e rivela di aver avuto più piacere facendo l'amore con Maddy anziché con lui. Terry, annebbiato dalla rabbia, le dà un pugno in faccia, dando vita ad una lite tra ragazzi e ragazze che proseguirà con un inseguimento in macchina e si concluderà con l'uscita di strada della vettura delle ragazze. Leena trova i quattro cadaveri e con un incantesimo le resuscita.
Il giorno dopo le cheerleader si sentono smarrite, alienate e disorientate. A causa del desiderio espresso da Hanna la sera prima, la sua anima è intrappolata nel corpo di sua sorella Martha e viceversa. Inoltre, le quattro hanno ricevuto in dono una forza inaudita che però potrà essere alimentata da quel momento in poi soltanto bevendo sangue umano. Ritornate a scuola, le ragazze riprendono la loro vita, belle e attraenti come non mai, lasciando stupefatti i ragazzi (Terry, Manny, George, Ben e Vik De Palma). Per loro invece iniziano giorni da incubo nei quali dovranno proteggersi dalla vendetta senza esclusioni di colpi delle redivive cheerleader.
Tracy uccide Ben mentre Martha nel corpo di Hanna trucida Manny, "colpevole" di aver avuto un rapporto sessuale con sua sorella. L'alleanza tra ragazze però si interrompe improvvisamente per diversi motivi, tra cui l'omicidio di Manny e la scoperta delle iniziali intenzioni del doppio gioco di Maddy. Quest'ultima, rimasta da sola con Leena, le confessa che venne violentata da Terry poco dopo che Alexis morì.
Terry, che nel frattempo aveva intuito come neutralizzare la forza della magia nera delle ragazze e farla sua per diventare più forte, riesce ad uccidere Hanna. Nel tentativo di salvarla si scatena uno scontro tra i due gruppi nel quale perdono la vita Vik per mano di Maddy, George per mano di Martha, la stessa Martha e poi Tracy per mano di Terry.
Nello scontro finale vicino al cimitero, Maddy uccide il leader della squadra di football con l'aiuto di Leena e della sua magia. Le due ragazze, ora riavvicinate e di nuovo innamorate l'una dell'altra, si baciano. Proprio in quel momento, da una tomba vicina, esce il cadavere indemoniato di Alexis Andersen che urla il nome della strega.